# Municipio de Washington (condado de Morgan)
El municipio de Washington (en inglés: Washington Township) es un municipio ubicado en el condado de Morgan en el estado estadounidense de Indiana. En el año 2010 tenía una población de 17073 habitantes y una densidad poblacional de 111,68 personas por km².

## Geografía
Según la Oficina del Censo de los Estados Unidos, tiene una superficie total de 152.88 km², de la cual 148.95 km² corresponden a tierra firme y (2.56%) 3.92 km² es agua.

## Demografía
Según el censo de 2010, había 17073 personas residiendo. La densidad de población era de 111,68 hab./km². De los 17073 habitantes, estaba compuesto por el 97.46% blancos, el 0.21% eran afroamericanos, el 0.29% eran amerindios, el 0.43% eran asiáticos, el 0.09% eran isleños del Pacífico, el 0.47% eran de otras razas y el 1.05% pertenecían a dos o más razas. Del total de la población el 1.2% eran hispanos o latinos de cualquier raza.